# Gare d'Auchy-lès-Hesdin
La gare d'Auchy-lès-Hesdin est une gare ferroviaire française de la ligne de Saint-Pol-sur-Ternoise à Étaples, située sur le territoire de la commune d'Auchy-lès-Hesdin, dans le département du Pas-de-Calais, en région Hauts-de-France.
C'est une halte voyageurs de la Société nationale des chemins de fer français (SNCF), desservie par des trains TER Hauts-de-France.

## Situation ferroviaire
Établie à 35 mètres d'altitude, la gare d'Auchy-lès-Hesdin est située au point kilométrique (PK) 89,7 de la ligne de Saint-Pol-sur-Ternoise à Étaples, entre les gares ouvertes de Blangy-sur-Ternoise et d'Hesdin.

## Histoire

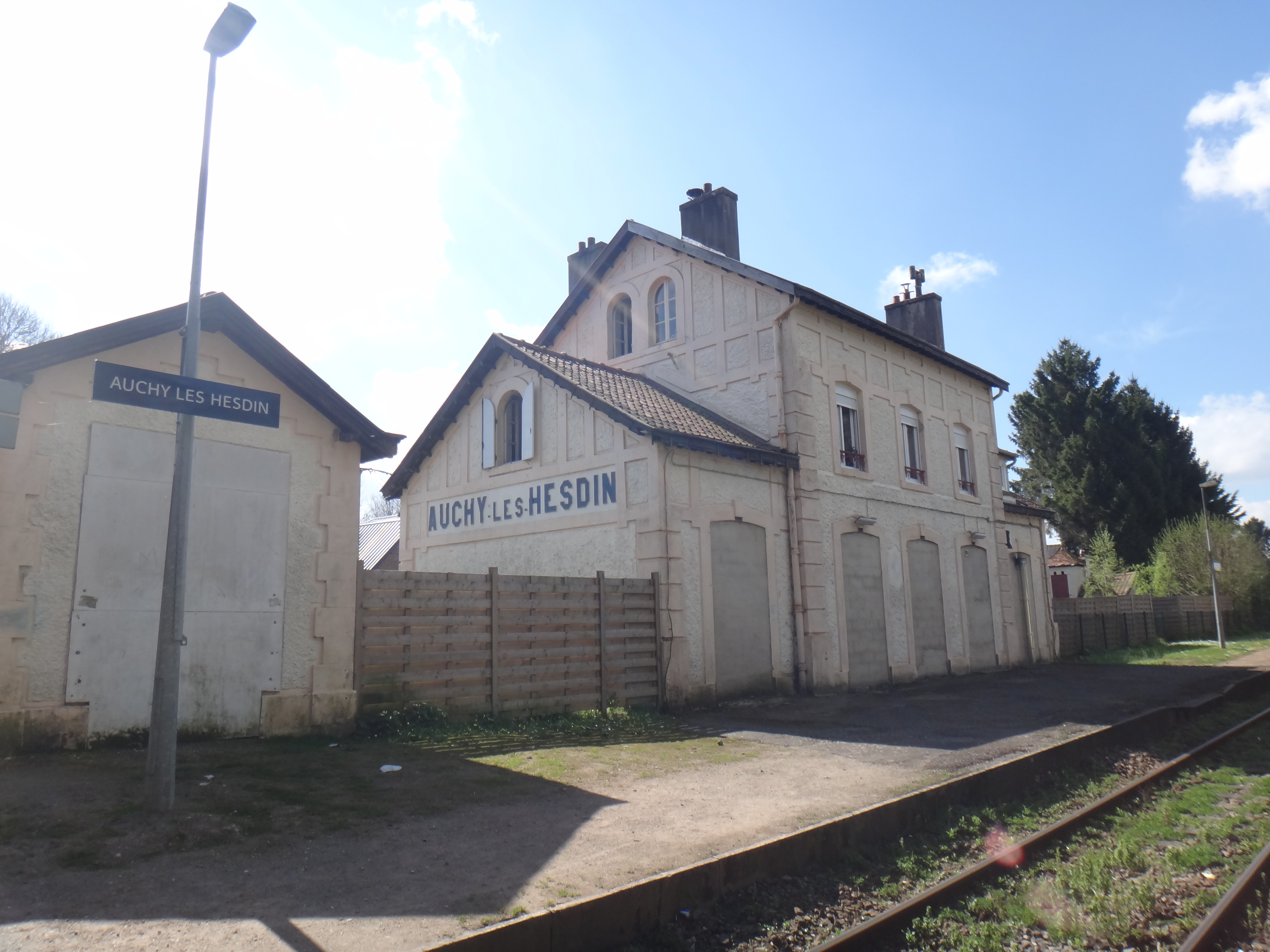
La gare vue du côté des voies.

## Service des voyageurs

### Accueil
Halte SNCF, c'est un point d'arrêt non géré (PANG) à accès libre. 

### Desserte
Auchy-lès-Hesdin est desservie par des trains TER Hauts-de-France, qui effectuent des missions entre les gares de Saint-Pol-sur-Ternoise et d'Étaples - Le Touquet.

### Intermodalité
Un parking est aménagé.